# Haplocyonoides
A Haplocyonoides az emlősök (Mammalia) osztályának ragadozók (Carnivora) rendjébe, ezen belül a fosszilis medvekutyafélék (Amphicyonidae) családjába és az Amphicyoninae alcsaládjába tartozó nem.

## Tudnivalók
A Haplocyonoides-fajok a miocén korban éltek, körülbelül 20-16,9 millió évvel ezelőtt. Eddig, csak Franciaország területén, a Les Beilleaux nevű lelőhelyen bukkantak rájuk.
A nemet 1940-ben Hürzeler írta le, illetve nevezte meg, de csak 1988-tól, amikor is R. L. Carroll által készített rendszertani kutatás megtörtént, tekintik Amphicyonidaeknak.

## Rendszerezés
A nembe az alábbi 3 faj tartozik:
- Haplocyonoides mordax
- Haplocyonoides serbiae
- Haplocyonoides ponticus

## Fordítás
- Ez a szócikk részben vagy egészben  a   Haplocyonoides című angol Wikipédia-szócikk ezen változatának fordításán alapul.  Az eredeti cikk szerkesztőit annak laptörténete sorolja fel. Ez a jelzés csupán a megfogalmazás eredetét és a szerzői jogokat jelzi, nem szolgál a cikkben szereplő információk forrásmegjelöléseként.